# 转经
转经是佛教的一种宗教活动，具體內容可分為漢傳佛教或藏傳佛教兩種。
漢傳佛教的轉經可細分為「真讀」與「轉讀」兩種。「真讀」係指逐字逐句讀完一部經典。若是僅讀誦經典每卷初、中、後之數行，或是每一卷的經目(經題)後，便翻轉經折或經頁，擬作讀經狀者(在日本佛教稱為転飜/てんぽん），即為「轉讀」。 而「轉讀」亦可直接稱為轉經。 但「轉讀」有時候會將轉與讀視為同意義，專門指稱誦經，即「真讀」的方式。
藏傳佛教的轉經則是围绕着某一特定路线行走、祈祷。藏傳佛教信徒认为拉萨是藏傳佛教的中心，拉萨则以大昭寺为核心进行转经。转经一圈为圆满，沿佛殿四周的转经甬道一圈为“囊廓”，是内圈;绕大昭寺一圈为“帕廓”，是中圈；绕大昭寺、药王山、布达拉宫、小昭寺一圈为“林廓”，是外圈。大昭寺实际就是佛教的理想模式——坛城。
1. ↑  慈怡法師主編，《佛光大辭典》(高雄:佛光出版社，1988)，頁6623。
2. ↑  高野山真言宗住嚴院粉絲團，「『仁王護國般若波羅蜜多經』轉讀會(転読会」 （页面存档备份，存于）,
3. ↑  侯沖，《中國佛教研究:以齋供儀式為中心》(上海:上海古籍出版社，2018)，頁71-73。